# Actor de personaj

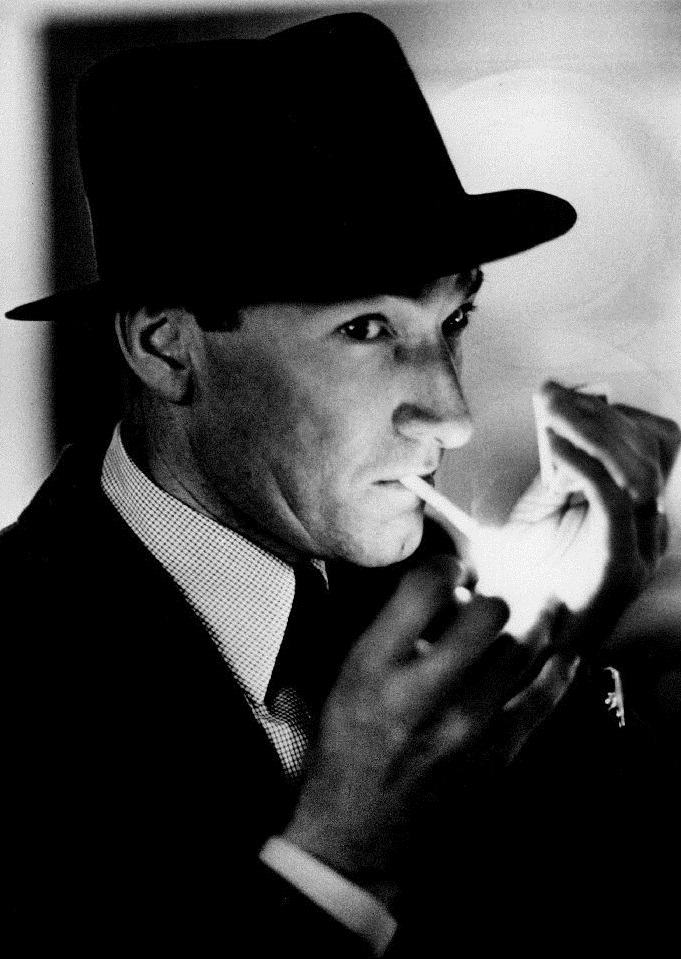
Ed Lauter interpreta adesea personaje amenințătoare.

Un actor de personaj este un actor în rol secundar⁠(d) care interpretează personaje neobișnuite, interesante sau excentrice⁠(d). Termenul, adesea utilizat în contrast cu cel de actor principal⁠(d), este oarecum abstract și interpretabil. Literal vorbind, toți actorii pot fi considerați actori de personaj, deoarece toți interpretează „personaje”, însă termenul se referă cu precădere la un actor care interpretează frecvent un personaj secundar⁠(d) deosebit și important.
Termenul este folosit cu precădere pentru a descrie actorii de televiziune și film. Ediția din 1883 a revistei The Stage⁠(d) definea un astfel de actor ca fiind „cel care interpretează personaje originale și excentrice”.
Într-un anumit sens, un actor de personaj poate fi unul specializat în interpretarea de roluri minore. Cu toate acestea, rolurile de personaj sunt mai însemnate decât cele minore sau cele fără replici. 

## Prezentare
Spre deosebire de actorii principali, aceștia sunt în general considerați ca fiind mai puțin atractivi. Spre deosebire de actorul principal, adesea atrăgător⁠(d), un actor de personaj nu trebuie să fie atractiv. De fapt, unii actori sunt cunoscuți pentru aspectul lor neobișnuit. De exemplu, actorul de personaj William Schutz a fost desfigurat într-un accident de mașină la vârsta de cinci ani, însă chipul său a fost reconstruit chirurgical⁠(d) și a ajuns cunoscut în lumea teatrului datorită aspectului său. În general, numele actorilor de personaj nu sunt prezente în pe marcajul⁠(d) cinematografelor, deoarece aceștia nu atrag publicul cinefil. Totuși, unii actori sunt recunoscuți instantaneu de amatorii de filme, deși uneori nu le cunosc numele.

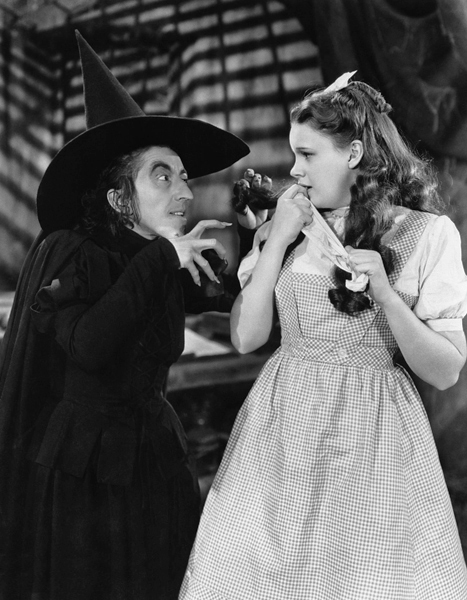
Actrița Margaret Hamilton (stânga) era o „femeie dulce și blândă” în viața reală, fiind complet diferită de personajul interpretat în filmul Vrăjitorul din Oz (1939).

Pe parcursul carierei sale, un actor poate interpreta atât roluri principale, cât și rolurile secundare. Unii actori de personaj au ajuns să interpreteze personaje datorită unor talente căutate în industria filmului (i.e. dans, călărie, acrobație, înot, box etc.). Mulți actori în devenire sunt asociați⁠(d) cu anumite roluri de personaj după interpretarea cu succes a unui astfel de personaj, motiv pentru care directorii de casting și agenții îi oferă roluri similare. Unii actori de personaj - precum Gary Oldman - sunt cunoscuți ca fiind „cameleoni”, i.e. capabili să joace roluri foarte diferite.
Mulți actori de personaj tind să joace roluri asemănătoare de-a lungul carierei lor: Harvey Keitel interpretează personaje dure și hotărâte; Christopher Lloyd interpretează personaje excentrice; Claude Rains - personaje sofisticate cu o moralitate ambiguă; Abe Vigoda - criminali vârstnici; Fairuza Balk - personaje goth indispuse; Doug Jones - creaturi inumane, iar  Forest Whitaker - personaje calme, dar impredictibile. Ed Lauter⁠(d) interpreta de obicei personaje amenințătoare datorită „chipului său lung și proeminent”, fiind ușor de recunoscut în public. Actorii de personaj interpretează roluri precum femeia fatală, pistolarul⁠(d), tovarășul⁠(d), bețivul orașului⁠(d), răufăcătorul⁠(d), prostituata cu inimă de aur⁠(d) și multe altele. Aceste personaje sunt adesea complet diferite de personalitatea actorului care le interpretează. Sunt foarte apreciați de ceilalți actori.